# Nòvaglèisa
Neuf-Église és un municipi francès situat al departament del Puèi Domat i a la regió d'Alvèrnia-Roine-Alps. L'any 2007 tenia 287 habitants.

## Demografia

### Població
El 2007 la població de fet de Neuf-Église era de 287 persones. Hi havia 132 famílies de les quals 44 eren unipersonals (32 homes vivint sols i 12 dones vivint soles), 44 parelles sense fills, 40 parelles amb fills i 4 famílies monoparentals amb fills.
La població ha evolucionat segons el següent gràfic:
Habitants censats

### Habitatges
El 2007 hi havia 219 habitatges, 129 eren l'habitatge principal de la família, 72 eren segones residències i 18 estaven desocupats. 214 eren cases i 3 eren apartaments. Dels 129 habitatges principals, 110 estaven ocupats pels seus propietaris, 18 estaven llogats i ocupats pels llogaters i 1 estava cedit a títol gratuït; 3 tenien dues cambres, 14 en tenien tres, 39 en tenien quatre i 73 en tenien cinc o més. 100 habitatges disposaven pel capbaix d'una plaça de pàrquing. A 48 habitatges hi havia un automòbil i a 63 n'hi havia dos o més.

### Piràmide de població
La piràmide de població per edats i sexe el 2009 era:
| Homes | Edats   | Dones |
| ----- | ------- | ----- |
| 0     | 95 o +  | 4     |
| 0     | 90 a 94 | 0     |
| 0     | 85 a 89 | 4     |
| 8     | 80 a 84 | 0     |
| 4     | 75 a 79 | 24    |
| 12    | 70 a 74 | 4     |
| 4     | 65 a 69 | 8     |
| 12    | 60 a 64 | 4     |
| 0     | 55 a 59 | 4     |
| 16    | 50 a 54 | 4     |
| 12    | 45 a 49 | 16    |
| 8     | 40 a 44 | 8     |
| 12    | 35 a 39 | 4     |
| 4     | 30 a 34 | 12    |
| 12    | 25 a 29 | 4     |
| 12    | 20 a 24 | 8     |
| 8     | 15 a 19 | 4     |
| 8     | 10 a 14 | 4     |
| 12    | 5 a 9   | 4     |
| 8     | 0 a 4   | 4     |

## Economia
El 2007 la població en edat de treballar era de 191 persones, 129 eren actives i 62 eren inactives. De les 129 persones actives 112 estaven ocupades (67 homes i 45 dones) i 17 estaven aturades (7 homes i 10 dones). De les 62 persones inactives 31 estaven jubilades, 12 estaven estudiant i 19 estaven classificades com a «altres inactius».

### Ingressos
El 2009 a Neuf-Église hi havia 136 unitats fiscals que integraven 296,5 persones, la mediana anual d'ingressos fiscals per persona era de 16.050 €.

### Activitats econòmiques
Dels 11 establiments que hi havia el 2007, 2 eren d'empreses de fabricació d'altres productes industrials, 3 d'empreses de construcció, 1 d'una empresa de comerç i reparació d'automòbils, 1 d'una empresa d'hostatgeria i restauració i 4 d'empreses de serveis.
Dels 3 establiments de servei als particulars que hi havia el 2009, 1 era un paleta, 1 guixaire pintor i 1 fusteria.
L'any 2000 a Neuf-Église hi havia 14 explotacions agrícoles que ocupaven un total de 295 hectàrees.

## Poblacions més properes
El següent diagrama mostra les poblacions més properes.